# Interlaken-Oberhasli
Interlaken-Oberhasli (niem. Verwaltungskreis Interlaken-Oberhasli) – okręg w Szwajcarii, w kantonie Berno, w regionie administracyjnym Oberland. Siedziba okręgu znajduje się w miejscowości Interlaken.
Okręg został utworzony 1 stycznia 2010. Składa się z 28 gmin (Gemeinde) o łącznej powierzchni 1 229,31 km² i o łącznej liczbie mieszkańców  47 981.

## Gminy
1. Beatenberg
2. Bönigen
3. Brienz
4. Brienzwiler
5. Därligen
6. Grindelwald
7. Gsteigwiler
8. Gündlischwand
9. Guttannen
10. Habkern
11. Hasliberg
12. Hofstetten bei Brienz
13. Innertkirchen
14. Interlaken
15. Iseltwald
16. Lauterbrunnen
17. Leissigen
18. Lütschental
19. Matten bei Interlaken
20. Meiringen
21. Niederried bei Interlaken
22. Oberried am Brienzersee
23. Ringgenberg
24. Saxeten
25. Schattenhalb
26. Schwanden bei Brienz
27. Unterseen
28. Wilderswil

## Zmiany administracyjne
- 1 stycznia 2014
  - przyłączenie gminy Gadmen do gminy Innertkirchen